# Jordan Bowden
Pour les articles homonymes, voir Jordan et Bowden.
Jordan Maliek Bowden, né le 20 janvier 1997 à Knoxville, au Tennessee, est un joueur américain de basket-ball évoluant au poste d'arrière, pour le SLUC Nancy en Betclic Élite.

## Biographie

### Carrière universitaire
Entre 2016 et 2020, il joue pour les Volunteers du Tennessee à l'université du Tennessee.

### Carrière professionnelle

#### Nets de Long Island (2021-2023)
Le 18 novembre 2020, automatiquement éligible à la draft 2020 de la NBA, il n'est pas sélectionné.
Le 1er décembre 2020, il signe un contrat avec les Nets de Brooklyn. Le 11 décembre, il est libéré de son contrat.
Le 27 janvier 2021, il rejoint les Nets de Long Island, l'équipe de G-League affiliée aux Nets de Brooklyn.
En juillet 2021, il participe à la NBA Summer League de Las Vegas avec les Nets de Brooklyn.
Le 11 octobre 2021, il signe un contrat avec les Nets de Brooklyn. Le 15 octobre, il est libéré de son contrat.
Le 25 octobre 2021, il retourne en G-League chez les Nets de Long Island pour la saison 2021-2022. Le 15 décembre 2021, il est désactivé de l'effectif. Le 6 février 2022, il réintègre l'effectif des Nets.
Le 24 octobre 2022, il retourne en G-League chez les Nets de Long Island pour la saison 2022-2023.
En juillet 2023, il participe à la NBA Summer League de Las Vegas avec les Clippers de Los Angeles.

#### SLUC Nancy (depuis 2023)
Le 5 juillet 2023, il signe un contrat avec l'équipe française du SLUC Nancy.

## Statistiques

### Universitaires
Les statistiques de Jordan Bowden en matchs universitaires sont les suivantes :
| Saison    | Équipe    | Matchs | Titul. | Min./m | % Tir | % 3pts | % LF | Rbds/m. | Pass/m. | Int/m. | Ctr/m. | Pts/m. |
| --------- | --------- | ------ | ------ | ------ | ----- | ------ | ---- | ------- | ------- | ------ | ------ | ------ |
| 2016-2017 | Tennessee | 30     | 27     | 22,8   | 37,1  | 31,5   | 84,1 | 2,90    | 1,33    | 0,90   | 0,17   | 7,93   |
| 2017-2018 | Tennessee | 35     | 35     | 27,9   | 39,4  | 39,5   | 73,7 | 3,57    | 1,89    | 1,11   | 0,31   | 9,14   |
| 2018-2019 | Tennessee | 36     | 5      | 27,8   | 45,9  | 37,8   | 81,7 | 3,47    | 1,94    | 0,86   | 0,31   | 10,64  |
| 2019-2020 | Tennessee | 31     | 31     | 34,5   | 38,3  | 28,7   | 82,2 | 4,03    | 2,74    | 0,97   | 0,32   | 13,68  |
| Carrière  | Carrière  | 132    | 98     | 28,3   | 40,3  | 34,1   | 80,2 | 3,50    | 1,98    | 0,96   | 0,28   | 10,34  |